# ジム・エバンス審判学校
ジム・エバンス審判学校（ジム・エバンスしんぱんがっこう、Jim Evans Academy of Professional Umpiring）は、MLBにより公認されたプロ野球審判員養成学校いわゆる審判学校のうちの一つ。毎年1月第1週から2月第2週までの5週間開校する。アメリカ合衆国フロリダ州、キシミー (Kissimmee) にある。
ヒューストン・アストロズの春季キャンプ (Spring training) が行われる The Osceola County Stadium and Sports Complex にて 講義およびフィールドトレーニングが行われる。日本のパ・リーグ審判員の留学先でもある。

## 講師
主な講師陣
- 校長 ジム・エバンス（28年間、メジャーリーグ審判員を務めた）
- インストラクター20数名（全員現役のマイナーリーグ審判員であり、当審判学校の卒業生である）

## 講義・トレーニング
主な講義やトレーニングの内容は以下の通りである。
- 公認野球規則 (Official Baseball Rules) に基づいて、第10章 記録に関する規則 (10.00 The Official Scorer) を除くすべての規則とその適用について学習する。
- 球審、塁審の基本的な動きと2人審判制におけるフォーメーションと役割分担を学習する。
- 上記2つの進度と平行して、その内容をドリル形式でフィールドにて実践していく。
- ケージではほぼ毎日、投球判定を行う。しかし、実際に投球を判定するのは後半になってからであり、前半は、スロットポジションや目の使い方などの基本事項のみを徹底的にドリルする。
- 残り日数が10日くらいになると、キャンプゲームが始まる。これは、実際に試合を想定したトレーニングであり、任意に選ばれたパートナーと2人組となり試合形式で審判を行う。主に、このキャンプゲームの査定により、マイナーリーグ審判員の候補生になれるかどうか決定される。